# مالئیک انیدرید
مالئیک انیدرید (به انگلیسی: Maleic anhydride) با فرمول شیمیایی C۴H۲O۳ یک ترکیب شیمیایی با شناسه پاب‌کم ۷۹۲۳ است. که جرم مولی آن 98.06 g/mol می‌باشد. شکل ظاهری این ترکیب، بلورهای سفید است.